# Lac de l'Avellan
Le lac de l'Avellan est un plan d'eau situé en Provence dans le sud-est du département du Var, au cœur du massif de l'Esterel, sur la commune de Fréjus. Il a été créé par la construction d'un barrage sur la rivière Avellan.

## Géographie
Le barrage, long de 204 mètres et haut de 15 mètres, a été construit en 1974, à des fins hydrauliques, sur le territoire de la commune de Fréjus. Il retient un volume d'eau de 33 000 m3 sur une surface de 5,50 hectares. L'Avellan, puis l'Apié d'Ami, est un affluent du Reyran.

## Flore
Milieu typiquement méditerranéen pour les arbres: chênes lièges, pins parasols, chênes verts et blancs. Côté aquatique, on trouve des nénuphars blancs[réf. souhaitée].

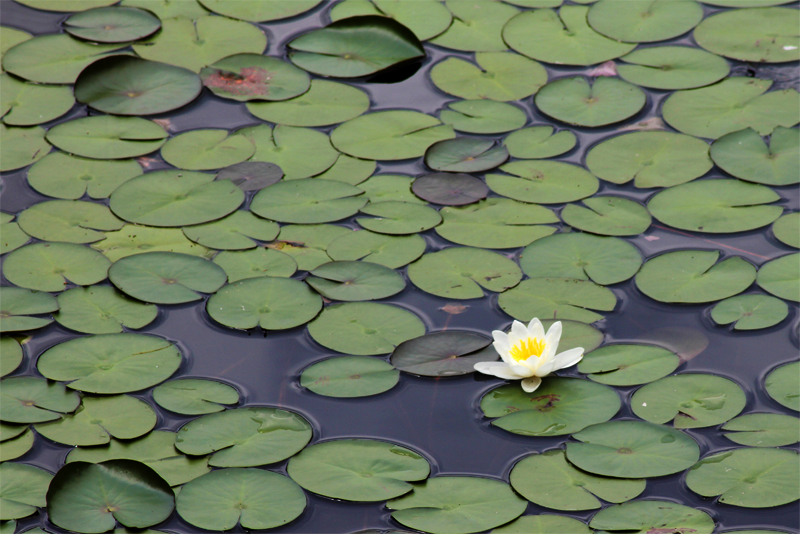
Nénuphars blancs du Lac de l'Avellan.

## Faune
De multiples insectes peuplent les abords du lac. La faune aquatique est très prisée par les pêcheurs: brèmes, gardons, rotengles ablettes, chevesnes et tanches s'abritent dans les nénuphars, mais dans les parties plus profondes se côtoient de grosses carpes et amours.

## Loisirs

### Pêche
Le lac de l'Avellan est aménagé pour la pêche. Des tables et des bancs en milieu ombragé sont accessibles. Des frayères ont été implantées pour faciliter le développement des carnassiers. Les perches et les sandres sont les poissons les plus pêchés, parfois (mais plus rarement) quelques brochets. Les embarcations y sont par contre interdites.

### Randonnée
L'accès au lac peut se faire en voiture hors période de sécheresse et uniquement en journée. Sinon, deux pistes accessibles depuis la route d'un peu plus de 2 km chacune sont disponibles à pieds ou à VTT. Le tour du plan d'eau offre une promenade agréable mais la baignade y est interdite.
Une compétition de VTT est habituellement organisée, chaque année début mai, par l'AMSLF VTT LE CLUB et la municipalité de Fréjus.